# تونی امونته
تونی امونته (انگلیسی: Tony Amonte؛ زادهٔ ۲ اوت ۱۹۷۰) بازیکن هاکی روی یخ اهل ایالات متحده آمریکا است.
از باشگاه‌هایی که در آن بازی کرده‌است می‌توان به نیویورک رنجرز، کلگری فلیمس، فیلادلفیا فلایرز، و فینیکس کایوتیس اشاره کرد.